# Li Ji (Konkubine)
Li Ji (chinesisch 驪姬, Pinyin Lí Jī; † 651 v. Chr.) war eine Konkubine und spätere Ehefrau des Herzogs Xian von Jin (chinesisch 晉獻公, Pinyin Jìn Xiàn Gōng), Herrscher des Landes Jin (chinesisch 晉) zwischen 676 und 651 v. Chr., während der Zeit der Frühlings- und Herbst-Annalen des antiken China. Li Ji ist berühmt, weil sie die Li Ji-Unruhen einleitete, die zur Selbsttötung Prinz Shenshengs führten. Sie setzte zudem nach dem Tode Herzogs Xians ihren Sohn Xiqi auf den Jin-Thron. Wegen ihrer trickreichen Taten war ihr Spitzname „Hexe ihres Zeitalters“ (chinesisch 代妖姬).

## Biographie
Li Ji war eine Li Rong (chinesisch 驪戎), eines der nördlichen Rong-Völker (chinesisch 西戎, Pinyin Xīróng, W.-G. Hsi-jung, englisch Western warlike people – „Westliches Kriegerisches Volk“). 672 v. Chr., im fünften Jahr seiner Regentschaft, nahm sich Herzog Xian zwei Töchter des Anführers der Li Rong: Li Ji und ihre jüngere Schwester Shao Ji (chinesisch 少姬). Wegen ihrer Schönheit stand Li Ji in der Gunst Herzog Xians und er wünschte, sie zu seiner Hauptfrau zu machen. Bevor er das tat, befragte er die Götter durch einen Wahrsager, ob dies eine weise Entscheidung sei. Die Antwort fiel nicht so aus, wie er es erwartet hatte. Er fragte ein zweites Mal und erhielt nun eine positive Antwort. Daraufhin nahm er Li Ji zu seiner Hauptfrau, die damit Qi Jiang (chinesisch 齊姜) ersetzte.

## Die Li Ji-Unruhen
665v. Chr., im zwölften Jahr der Regentschaft Herzog Xians, gebar Li Ji Prinz Xiqi. Da Li Ji wollte, dass ihr Sohn Kronprinz wird, bestach sie zwei Beamte, denen Herzog Xian am meisten vertraute, Liang Wu (chinesisch 梁五) und Dongguan Biwu (chinesisch 東關嬖五). Die beiden Beamten überzeugten Herzog Xian, dass die Prinzen Shensheng, Chong'er und Yiwu die Hauptstadt Jiang (chinesisch 絳) verlassen müssten. Die Beamten sagten dem Herzog, dass die nördlichen Rong- und Di-Völker ständig Ji eingreifen würden, so dass die Prinzen das Territorium verteidigen müssten. Herzog Xian schickte daraufhin Prinz Shensheng aus, um Quwo (chinesisch 曲沃县) zu verteidigen. Herzog Xian schickte zudem Prinz Chong'er aus, um die Stadt Pu (chinesisch 蒲) nordwestlich des heutigen Xi in Shanxi zu verteidigen und Prinz Yiwu, um Erqu (chinesisch 二屈), das heutige Ji in Shanxi zu beschützen.
656 v. Chr., dem 21. Jahr der Regentschaft Herzog Xians, spann Li Ji eine Intrige, als Prinz Shensheng nach Quwo reiste und Opfer zu Ehren seiner verstorbenen Mutter Qi Jiang darbrachte. Shensheng sendete einige der von den Göttern gesegneten Nahrungsmittel an Herzog Xian. Li Ji hatte das Essen heimlich vergiftet, um Shengsheng des Mordes bezichtigen zu können. Bevor Herzog Xian zu essen begann, gab er einen Teil des Essens an einen Hund, um das Essen auf Gift zu testen. Der Hund starb augenblicklich. Nach der Entdeckung des Gifts in den Nahrungsmitteln schickte Herzog Xian Männer nach Quwo, um Shengsheng festsetzen zu lassen. Als Shensheng davon hörte, tötete er sich selbst.
Nach Shenshengs Selbsttötung beschuldigte Li Ji die Prinzen Chong'er und Yiwu fälschlich einer Revolte, woraufhin die Prinzen nach Pu und Erqu flohen. 655 v. Chr., dem 22. Jahr seiner Regentschaft, schickte Herzog Xian Truppen nach Pu und Erqu, um Chong'er und Yiwu gefangen nehmen zu lassen. Chong'er und einige seiner loyalen Anhänger entkamen nach zu den Di, wo seine Mutter herstammte. Prinz Yiwu entkam ebenso.
Im neunten Monat des Jahres 651 v. Chr. starb Herzog Xian. Li Ji setzte ihren 15-jährigen Sohn Xiqi auf den Thron und ernannte Xun Xi zum Kanzler, um ihm bei den Regierungsgeschäften zu helfen. Im zehnten Monat des Jahres 651 v. Chr. tötete der Jin-General Li Ke (chinesisch 里克) Xiqi ungefähr einen Monat nach dessen Inthronisation. Herzog Xian war zu dieser Zeit noch nicht richtig beerdigt worden. Xun Xi setzte dann Zhuozi auf den Thron, obgleich dieser noch ein Kleinkind war. Danach beendete Xun Xi die Beerdigung Herzog Xians von Jin. Im elften Monat des Jahres 651 v. Chr. wurde Zhuozi von Li Ke und dessen Tante getötet. Xun Xi nahm sich das Leben, indem er sich erhängte. Shao Ji, die jüngere Schwester Li Jis und Mutter von Zhuozi, wurde eingekerkert.
Li Ke lud dann Prinz Chong'er ein, der sich in Qi befand, den Jin-Thron wieder zu besteigen. Aber Chong’er lehnte ab. Li Ke lud daraufhin Prinz Yiwu ein, der sich in Liang befand und dieser akzeptierte. Yiwu bestieg den Thron und wurde Herzog Hui von Jin.

## Rezeption
Im Jahr 1971 veröffentlichte Yi-Wei Yao ein historisches Drama mit dem Titel The Crown Prince Shen-Sheng (chinesisch 申生: 四幕劇, Pinyin Shēn shēng: Sì mù jù) zu diesen Ereignissen. Das Drehbuch ist dabei an die tatsächlichen Ereignisse angelehnt. Dabei liegt der besondere Schwerpunkt den Geschichten, an denen die Konkubine Li ji beteiligt war. Am Ende wird Li Ji verrückt und nimmt sich im Palast das Leben.